# César Gaviria
César Gaviria Trujillo est un économiste et homme d'État colombien, né le 31 mars 1947 à Pereira. Il a exercé les fonctions de président de la République de 1990 à 1994, secrétaire général de l'Organisation des États américains de 1994 à 2004 et directeur national du Parti libéral colombien de 2005 à 2009 et depuis 2017.

## Biographie

### Présidence

#### Politique économique
Il entreprend une « ouverture économique », visant à rendre la Colombie plus attractive pour les investisseurs, caractérisée par une série de réformes d'inspirations néolibérales : réduction des droits de douane, déréglementation, privatisation, libéralisation des échanges et production destinée à l’exportation.
Cette politique amène après quelques années à une crise économique : les faillites d’entreprises se sont multipliés, la crise agricole s’est approfondie et le taux de chômage a dépassé les 17 %.

#### Narcotrafic et paramilitarisme
Durant son mandat présidentiel, il combat les trafiquants de drogue colombiens et c'est sous sa législature que le baron du cartel de Medellin, Pablo Escobar, est éliminé. La vigueur et la sincérité de ce combat sont cependant contestés. La reddition de Pablo Escobar avait été négociée avec les autorités, et le trafiquant de drogue ne consent à se livrer qu'après avoir obtenu une promesse de non-extradition. Il s'installe dans « La Cathédrale », luxueuse « prison » qu'il a lui-même fait construire, entouré de son état-major qui continue de diriger le narcotrafic. Par ailleurs, bien que la garde de sa prison soit assurée par la police colombienne, Escobar continue d'y recevoir des cadres du Cartel et y fait également introduire des hommes suspectés de trahison qu'il fait torturer à mort. Quand ces agissements furent connus de l'opinion publique, le gouvernement décida de transférer le prisonnier non sans l'en avoir averti préalablement ce qui l'incita à s'enfuir.
En dépit d'une croissance économique stable, des investissements étrangers, et de la capacité de l’État colombien à payer régulièrement les intérêts de sa dette, 45 % des Colombiens vivent en dessous du seuil de pauvreté (particulièrement dans les campagnes) et de quasi-bidonvilles s'étendent autour des grandes villes. Créés par les narco-trafiquants et soutenus par l’armée (le président Gaviria déclare voir en eux une « solution possible »), des groupes paramilitaires, parfois appelés « autodéfenses » par certains médias, sont chargés de lutter contre les guérilleros. Dans les villes, ces groupes mènent des missions de nettoyage social contre les « improductifs » et « déchets ». Clochards, marginaux, enfants des rues et homosexuels sont assassinés par ces groupes. La corruption se développe : de nombreux juges, plusieurs sénateurs, des prêtres, et jusqu’au directeur de la police nationale ont été convaincus de liens avec les trafiquants.
Son gouvernement crée en 1994 les « Convivir », censées aider l'armée à prévoir les activités des groupes insurgés grâce à un réseau d’informateurs. Toutefois, d'après le journaliste Hernando Calvo Ospina, « la réalité a démontré que les Convivir ont permis de légaliser les réseaux de tueurs à gages au service des narcotrafiquants et des propriétaires fonciers tout en ayant pour objectif principal d’utiliser la population civile comme cache-sexe du mouvement paramilitaire. »   

### Après la présidence
De 1994 à 2004, il est secrétaire général de l'Organisation des États américains (OEA). À la suite du coup d'État de 2002 au Venezuela, que l'OEA ne condamne pas, César Gaviria intervient comme médiateur entre le gouvernement vénézuélien et l'opposition. Il se montre cependant ouvertement favorable aux revendications de la droite vénézuélienne, à tel point que Hugo Chávez se félicitera publiquement de la fin de son mandat.
Il est membre honoraire du Club de Rome. Son fils, Simón Gaviria, dirige le Parti libéral entre 2011 et 2014 puis exerce la fonction de directeur national de la planification sous le gouvernement de Juan Manuel Santos de 2014 à 2017. César Gaviria reprend dès lors la tête du parti. Il se rallie à la candidature d'Iván Duque pour l'élection présidentielle de 2018, que celui-ci remporte.
En octobre 2021, son nom est cité dans les Pandora Papers en tant que propriétaire d'une entreprise située au Panama, pays considéré comme un paradis fiscal, par le biais de laquelle il a fait l’acquisition d'entreprises colombiennes.

## Dans la culture populaire
Dans la série télévisée Narcos, qui fictionalise la traque de Pablo Escobar et du cartel de Medellín par la DEA, son rôle est interprété par l'acteur mexicain Raúl Méndez.